# 阿尔巴尼亚人口

2005年联合国粮农组织统计的阿尔巴尼亚人口的数据，人口数字以千为单位

本条目是关于阿尔巴尼亚人口的人口特征，包括人口密度、种族、教育水平、民众健康、经济地位、宗教信仰和人口的其他方面。

## 人口
总计：
- 2,402,113（2024年）

年龄结构：
- 0－14岁：16.52%（男性238,723；女性228,643）
- 15－64岁：68.22%（男性964,110；女性966,734）
- 65岁以上：15.26%（男性207,149；女性224,382）（2021年）

年龄中位数：
- 共计：42岁
- 男性：41.2岁
- 女性：42.9岁（2024年）

人口增长率：
▼1.1%（2022年）
出生率：
▼9.1/1,000人（2022年）
死亡率：
▼10.9/1,000人（2022年）
净迁移率：
▼-3.23/1,000人（2022年）
性别比（男性/女性）：
- 出生：0.97
- 15岁以下：1.1
- 15－64岁：1.07
- 65岁以上：0.66
- 总人口：1.04（2022年）

婴儿死亡率：
- 共计：10.8/1,000出生
- 男性：12.2/1,000出生
- 女性：9.4/1,000出生（2022年）

平均寿命：
- 总人口：79.3岁
- 男性：77.8岁
- 女性：82.7岁（2022年）

总出生率：
▼1.2婴儿/妇女（2023年）

## 民族
族群：
- 阿尔巴尼亚人:約95%
- 希腊人:約3%
- 其它:約2%（瓦拉几人 、吉普赛人、塞尔维亚人、马其顿人或保加利亚人）（1989年）

## 宗教信仰
| 宗教                                         | 人數                                | %                        |
| -------------------------------------------- | ----------------------------------- | ------------------------ |
| 阿爾巴尼亞伊斯蘭教 遜尼派 Bektashi           | 1,217,362 1,101,718 115,644         | 50.67 45.86 4.81         |
| 基督天主教 羅馬天主教 東正教 新教 其他基督教 | 388,503 201,530 173,645 9,658 3,670 | 16.17 7.22 6.75 0.4 0.15 |
| 無神論                                       | 85,311                              | 3.55                     |
| 沒有信仰                                     | 244,331                             | 10.17                    |
| 其他信仰                                     | 332,155                             | 13.82                    |
| 不相關/沒有透露                              | 134,451                             | 5.6                      |

此數據是阿爾巴尼亞政府於2024年公布的人口普查數據；在阿爾巴尼亞共產主義時期所有清真寺和教会在1967年被恩維爾·霍查关闭了，并且禁止宗教仪式；在1990年11月，阿尔巴尼亚开始允许个人的宗教仪式，現在阿爾巴尼亞所有宗教都能夠進行各種宗教儀式並可自由地興建宗教場所和傳教。

## 语言
官方语言是阿尔巴尼亚语且全國阿爾巴尼亞人社區通用，近年阿爾巴尼亞年青一代完全受西化教育影響，亦有會學習意大利語、德語、英語等西歐和國際語言，除了西歐流行文化影響外亦便及日後出國到西歐國家謀生或移民使用。另外阿爾巴尼亞國內少數民族會使用希腊语、北馬其頓语、羅姆語等方言，這些語言多數只會在少數民族社區和學校通用。

## 识字能力
- 定义：9岁以上可以读写。
- 总人口：98.7%
- 男性：99.2%
- 女性：98.3%（2001年）